# Mikluszowice
Mikluszowice – wieś w Polsce położona w województwie małopolskim, w powiecie bocheńskim, w gminie Drwinia.
W latach 1947–1954 miejscowość była siedzibą gminy Mikluszowice. W latach 1954–1972 wieś należała i była siedzibą władz gromady Mikluszowice. W latach 1975–1998 miejscowość administracyjnie należała do województwa krakowskiego.
Przez miejscowość przechodzi droga wojewódzka nr 965.
Według legendy w Mikluszowicach na Górze obecnie św. Jana (niewielkim wzniesieniu na lewym brzegu rzeki Raby) stać miała w świętym gaju pogańska gontyna poświęcona bóstwu Miklosowi lub też Mikluszowi, od którego wywodzić się miała nazwa miejscowości. Przypuszcza się, że w tym właśnie miejscu na Górze św. Jana prawdopodobnie już w XII w. stanął pierwszy kościół pod patronatem Jana Chrzciciela. Po jego zniszczeniu (prawdopodobnie w wyniku pożaru, jeszcze przed 1455 rokiem) zastąpił go nowy, którego budowę wspomina Jan Długosz w 1470 roku. Jednak i ta świątynia uległa zniszczeniu prawdopodobnie w 1653 roku (przypuszczalnie w wyniku wydarzeń wojennych XVII w.). Jeszcze w tym samym roku stanął na górze nowy kościół ufundowany przez księcia Aleksandra Lubomirskiego. Trzecia z kolei świątynia spłonęła w 1832 roku (później na tym miejscu wybudowano już tylko niewielką drewnianą kaplicę). Nowy, wybudowany w latach 1859–1863 i istniejący do dziś kościół, ostatecznie zdecydowano się postawić już w innym miejscu.

## Części wsi
| SIMC    | Nazwa        | Rodzaj    |
| ------- | ------------ | --------- |
| 0317464 | Bajoro       | część wsi |
| 0317470 | Górki        | część wsi |
| 0317487 | Kurów        | część wsi |
| 0317493 | Ług          | część wsi |
| 0317501 | Poddziewinie | część wsi |
| 0317518 | Szwaby       | część wsi |
| 0317524 | Wiśnicz      | część wsi |

## Zabytki
Obiekty wpisane do rejestru zabytków nieruchomych województwa małopolskiego.
- Kościół parafialny pw. św. Jana Chrzciciela z lat 1858–1863, klasycystyczny, trójnawowy, halowy[8].;
- dom nr 42 z ogrodem i figurą św. Floriana;
- cmentarz z I wojny światowej nr 323. Łącznie jest pochowanych 48 żołnierzy 19 znanych i 29 nieznanych. Wśród znanych Ruppert Roman Etschmeir, Georg Sawicki, Heldowinger (Heldenringer), Otto Larisch, Johann Stubiś (Staleis), Istvan Rilecz, Alexander Krzyżanowski, Mathias Forsthüber, Johann Turek, Michael Jurkowski, Johann Zanki, Johann Gamsjäger, Alois Straus, Basilius Lupijczuk, Semion Kit (Kil), Johann Palczak, Stanislaus Brydziński, Johann Turkiewicz, Stefan Zajac.

W miejscowości ma swoją siedzibę parafia św. Jana Chrzciciela. W strukturze kościoła rzymskokatolickiego parafia należy do metropolii krakowskiej, diecezji tarnowskiej, dekanatu Bochnia Wschód.

## Sport
W miejscowości działa Klub Sportowy Promień Mikluszowice, założony w 1954 r. Bierze on udział w rozgrywkach w niższych klasach rozgrywkowych (w sezonie 2020/21 – w klasie B, w sezonie 2021/22 - w klasie A).

## Osoby związane z miejscowością
- Franciszek Bardel
- Jan Ptaśnik